# تلمبه سید ابراهیم محبی
تلمبه سید ابراهیم محبی یک منطقهٔ مسکونی در ایران است که در دهستان قطرویه واقع شده‌است.